# SP Tableware
SP Tableware ist ein ehemaliges griechisches Radsportteam mit Sitz in Marousi.
Die Mannschaft wurde 2009 gegründet und nahm als Continental Team an den UCI Continental Circuits teil. Manager war zuletzt Vasilis Anastopoulos, der von den Sportlichen Leitern Giorgios Maniatis und Michail Tamanakias unterstützt wurde. Die Mannschaft wurde mit Fahrrädern der Marke Fondriest ausgestattet.
Im Laufe der Saison 2011 wurde das Team wie alle griechischen Teams aufgrund von Versäumnissen des griechischen Radsportverbands aus der Liste der Continental Teams gestrichen. Das Team wurde für die Saison 2012 wiederum durch den Weltradsportverband UCI als Continental Team registriert. Zum Saisonende 2014 wurde die Mannschaft aufgelöst.

## Saison 2015

### Abgänge – Zugänge
| Zugänge | Team 2014 | Abgänge            | Team 2015                    |
| ------- | --------- | ------------------ | ---------------------------- |
|         |           | Ioannis Tamouridis | Synergy Baku Cycling Project |

## Saison 2014

### Erfolge in der UCI Asia Tour
In den Rennen der Saison 2014 der UCI Asia Tour gelangen die nachstehenden Erfolge.
| Datum    | Rennen                   | Kat. | Sieger             |
| -------- | ------------------------ | ---- | ------------------ |
| 12. März | 4. Etappe Tour de Taiwan | 2.1  | Ioannis Tamouridis |

### Erfolge in der UCI Europe Tour
In den Rennen der Saison 2014 der UCI Europe Tour gelangen die nachstehenden Erfolge.
| Datum    | Rennen                                    | Kat. | Sieger           |
| -------- | ----------------------------------------- | ---- | ---------------- |
| 29. Juni | Griechische Meisterschaft – Straßenrennen | CN   | Georgios Bouglas |

### Zugänge – Abgänge
| Zugänge                | Team 2013         | Abgänge                 | Team 2014         |
| ---------------------- | ----------------- | ----------------------- | ----------------- |
| Ioannis Tamouridis     | Euskaltel Euskadi | Víctor de la Parte      | Efapel-Glassdrive |
| Panagiotis Karabinakis | Kastro Team       | Joaquín Sobrino         | Differdange-Losch |
| Dimitrios Antoniadis   | Neoprofi          | Panagiotis Chatzakis    | UC Aubenas        |
|                        |                   | Petrus van Dijk         | Unbekannt         |
|                        |                   | Dimitris Polydoropoulos | Unbekannt         |

### Mannschaft
| Name                            | Geburtstag        | Nationalität |
| ------------------------------- | ----------------- | ------------ |
| Dimitrios Antoniadis            | 29. Juli 1992     | Griechenland |
| Apostolos Bouglas               | 16. März 1989     | Griechenland |
| Georgios Bouglas                | 17. November 1990 | Griechenland |
| Periklis Ilias                  | 26. Juni 1986     | Griechenland |
| Panagiotis Karabinakis          | 26. April 1993    | Griechenland |
| Georgios Karatzios              | 7. November 1990  | Griechenland |
| Neofytos Sakellaridis-Magkouras | 31. Januar 1989   | Griechenland |
| Vasileios Simantirakis          | 1. März 1989      | Griechenland |
| Ioannis Tamouridis              | 3. Juni 1980      | Griechenland |

## Saison 2009

### Erfolge in des UCI Continental Circuits
In den Rennen des UCI Continental Circuits gelangen die nachstehenden Erfolge.
| Datum       | Rennen                                       | Kat. | Fahrer               |
| ----------- | -------------------------------------------- | ---- | -------------------- |
| 6. Juni     | Prolog Romanian Cycling Tour                 | 2.2  | Ioannis Tamouridis   |
| 12. Juni    | 6. Etappe Romanian Cycling Tour              | 2.2  | Alexei Schtschebelin |
| 13. Juni    | 7. Etappe Romanian Cycling Tour              | 2.2  | Alexei Schtschebelin |
| 6.–13. Juni | Gesamtwertung Romanian Cycling Tour          | 2.2  | Alexei Schtschebelin |
| 26. Juni    | Griechische Meisterschaft – Einzelzeitfahren | NC   | Ioannis Tamouridis   |
| 6. August   | 3. Etappe Tour des Pyrénées                  | 2.2  | Walter Pedraza       |

## Platzierungen in UCI-Ranglisten
UCI Africa Tour
| Saison | Mannschaftswertung | Fahrerwertung            |
| ------ | ------------------ | ------------------------ |
| 2009   | 13.                | Ioannis Tamouridis (55.) |
| 2010   | -                  | -                        |
| 2012   | 5.                 | Ioannis Tamouridis (31.) |
| 2013   | 7.                 | Víctor de la Parte (24.) |
| 2014   | -                  | -                        |

UCI Asia Tour
| Saison | Mannschaftswertung | Fahrerwertung             |
| ------ | ------------------ | ------------------------- |
| 2009   | -                  | -                         |
| 2010   | 60.                | Ioannis Tamouridis (270.) |
| 2012   | -                  | -                         |
| 2013   | 42.                | Víctor de la Parte (95.)  |
| 2014   | 36.                | Ioannis Tamouridis (47.)  |

UCI Europe Tour
| Saison | Mannschaftswertung | Fahrerwertung               |
| ------ | ------------------ | --------------------------- |
| 2009   | 60.                | Alexei Schtschebelin (143.) |
| 2010   | 55.                | Ioannis Tamouridis (152.)   |
| 2012   | 42.                | Ioannis Tamouridis (100.)   |
| 2013   | 61.                | Georgios Bouglas (259.)     |
| 2014   | 59.                | Georgios Bouglas (191.)     |